# Aminata Touré (Politikerin, 1962)

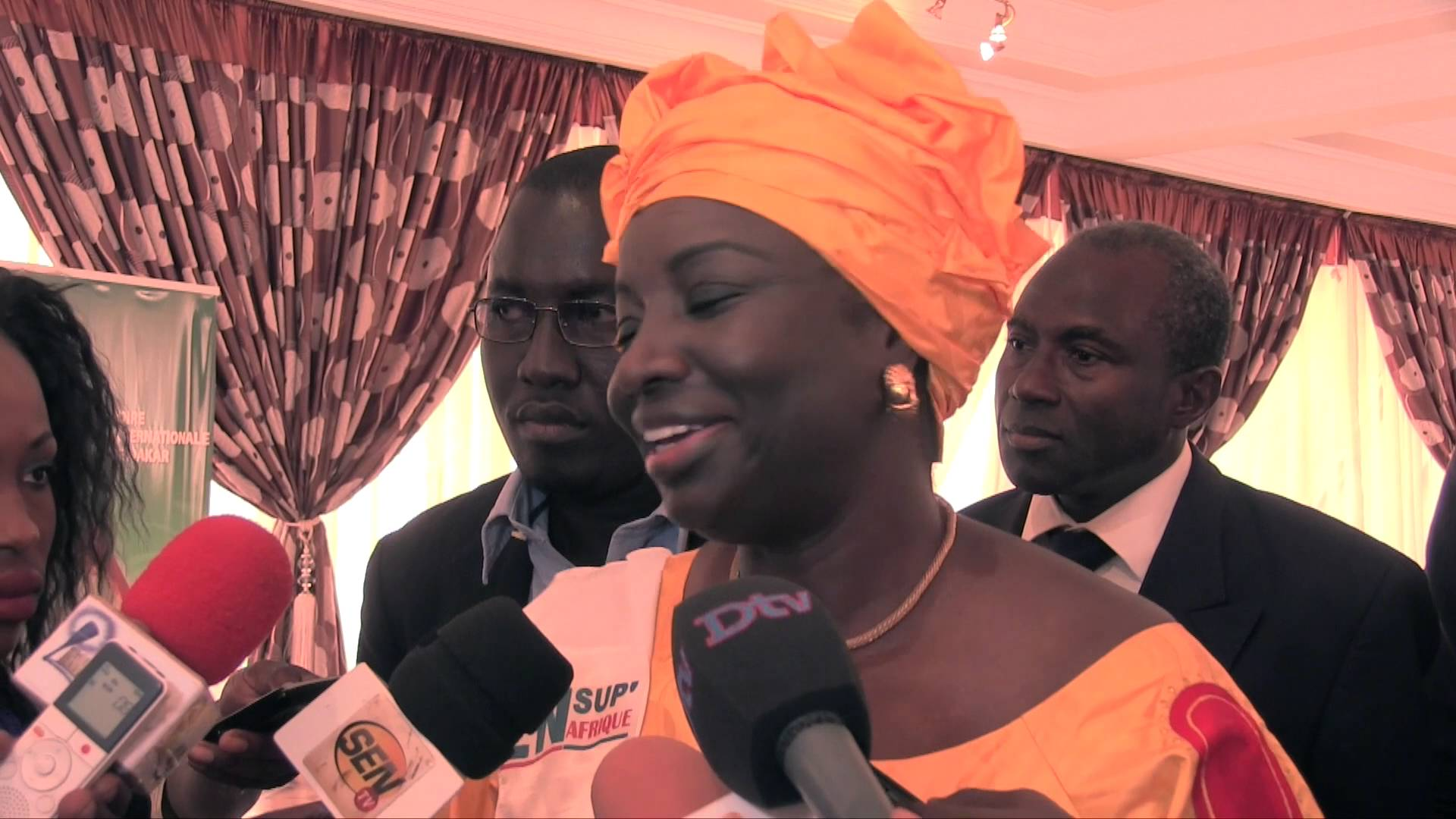
Aminata Touré

Aminata Touré  (* 12. Oktober 1962 in Dakar) ist eine senegalesische Politikerin, Menschenrechtsaktivistin sowie ehemalige UNO-Funktionärin. Von September 2013 bis Juli 2014 war sie Premierministerin des Senegal.

## Leben und Ausbildung
Als Tochter eines Mediziners und einer Hebamme genoss sie eine umfangreiche Ausbildung. Die ersten Schuljahre verbrachte sie in der Stadt Tambacounda, in der ihr Vater praktizierte. Anschließend besuchte sie das Gymnasium Gaston-Berger in Kaolack. Sie schloss ihre Schulausbildung mit Auszeichnung ab und erhielt 1981 das Wirtschaftsabitur am Van Vollenhoven Gymnasium in Dakar. Sie studierte in Frankreich und erhielt ein Magister Artium in Dijon, einen berufsorientierten Masterabschluss (DESS) in Unternehmensführung in Aix-en-Provence und einen PhD-Abschluss in Internationalem Finanzmanagement der École Internationale de Management in Paris.
Ihre Berufskarriere startete sie 1988 am Hauptsitz der SOTRAC, der Gesellschaft für öffentlichen Verkehr in Dakar, deren Abteilung Marketing und Kommunikation sie führte.
In den frühen 1990er Jahren leitete sie für die Asbef (Association sénégalaise pour le bien-être familial) Programme im Bereich Gesundheit und Familie. Von 1995 an arbeitete sie für den Bevölkerungsfonds der Vereinten Nationen (UNFPA). Zuerst wurde sie als leitende technische Beraterin an das Familienministerium in Burkina Faso entsandt. Außerdem ging sie in den französischsprachigen Ländern Westafrikas Beratertätigkeiten für den UNFPA als Koordinatorin des HIV Programms nach. Insbesondere setzte sie sich für Familienplanung und Reproduktionsgesundheit ein.
2003 wurde sie in New York zur Direktorin der Menschenrechtsabteilung des UNFPA ernannt. Ihren Wohnsitz in New Jersey und den UNFPA verließ sie 2010, um erneut als Politikerin im Senegal zu wirken.
Ihr Vermögen, das sich aus zwei Immobilien im Senegal und einer weiteren in den USA zusammensetzt, wird auf etwa 1,2 Millionen Euro geschätzt. Sie ist von Oumar Sarr geschieden, einem Minister der Regierung Abdoulaye Wade.

## Politische Laufbahn
Ihr politisches Engagement begann im Alter von 14 Jahren, als sie in linkspolitischen Studentenzirkeln aktiv wurde. Sie wurde Mitglied der kommunistischen Arbeiterbewegung im Senegal (LCT), später der Bewegung für Sozialismus und Einheit (MSU).
Anlässlich des Wahlkampfes zur senegalesischen Präsidentschaftswahl 1993 war sie im Auftrag von Landing Savané die erste weibliche Wahlkampfleiterin des Senegal.
2010 beendete sie ihre Mitarbeit bei den Vereinten Nationen in New York City, um als Kabinettsdirektorin von Macky Sall, Präsident der Alliance pour la République, auf die politische Bühne des Senegal zurückzukehren. 2011 beteiligte sie sich an der Erstellung seines Wahlprogramms für die Präsidentschaftswahl 2012.
Unter Premierminister Abdoul Mbaye bekleidete sie als Nachfolgerin von Cheikh Tidiane Sy das Amt der Justizministerin. Ihr Anliegen war es, das Rechtssystem im Senegal zu reformieren. Während der ersten Monate ihrer Amtszeit führte sie, wie von Präsident Sall gewünscht, den Kampf gegen die Korruption des vorherigen Regimes. Als Schlüsselfigur galt Karim Wade, Sohn des ehemaligen Präsidenten.
Am 1. September 2013 enthob Präsident Macky Sall sämtliche Minister ihres Amtes und ernannte Aminata Touré zur Premierministerin. Am darauffolgenden Tag begann sie mit der Regierungsbildung.
Nach der Wahlniederlage der Regierungspartei APR-Yaakaar bei der Kommunalwahl in Dakar entließ Präsident Sall am 4. Juli 2014 Aminata Touré. und ernannte Mahammed Dionne zu ihrem Nachfolger.